# Siedzenie w kucki

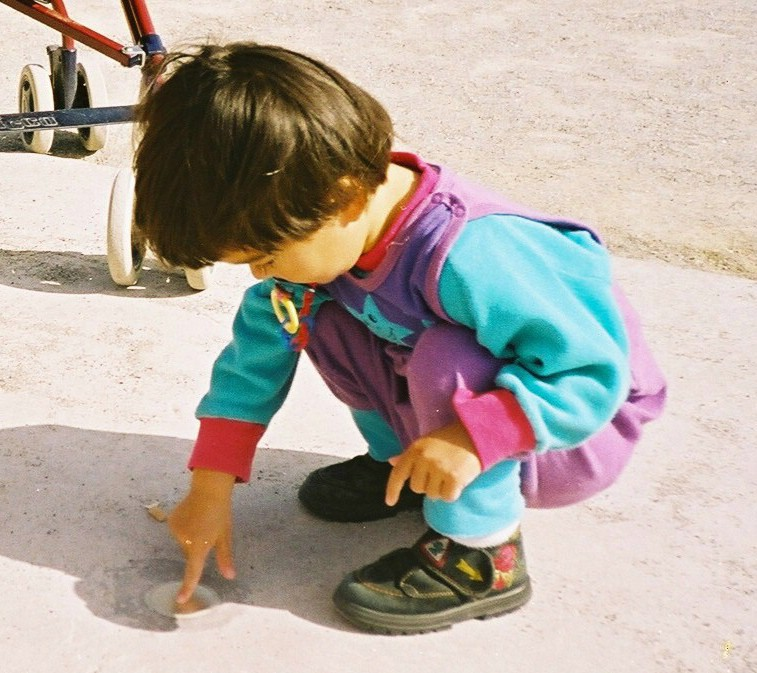
Kucki – naturalna pozycja u małych dzieci

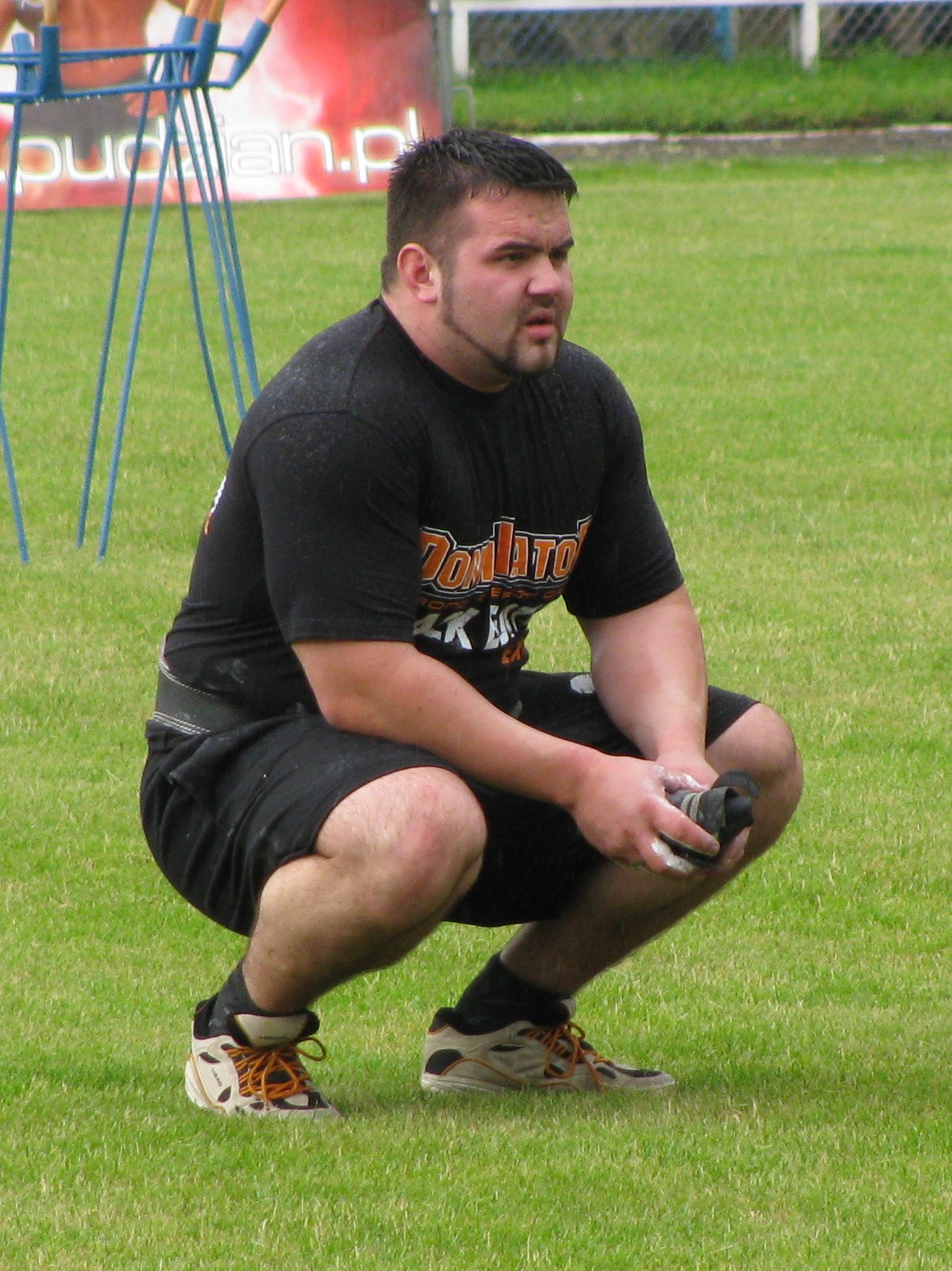
Osoba dorosła siedząca w kucki

Siedzenie w kucki, kucanie – pozycja ciała, przysiad na zgiętych nogach.
Ludzie od dawnych czasów stosowali pozycję kucającą do odpoczynku, podczas wykonywania różnych czynności w tym również czynności fizjologicznych.